# Franz Raffl

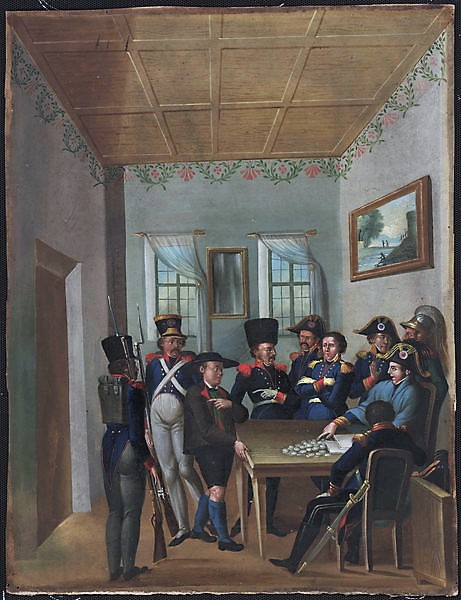
Franz Raffl verrät das Versteck des Andreas Hofer; Gemälde von Leopold Puellacher, 1820

Franz Raffl (* 10. Oktober 1775 in Prenn, Gemeinde Schenna in Tirol; † 13. Februar 1830 im oberbayerischen Reichertshofen) war ein Tiroler Landwirt.

## Leben
Franz wuchs als Sohn des Mesners Johann Raffl und dessen Ehefrau Maria Aigner aus dem Ortsteil Tall in der Gemeinde Schenna, früher auch Schönna, nördlich von Meran als siebtes Kind von insgesamt 14 Geschwistern auf. Sein Vater besaß einen Anteil von drei Achteln am dortigen „Brennhof“. Zunächst arbeitete Raffl in der unmittelbaren Umgebung seiner Heimat als Knecht. 1802 heiratete er Maria Mederle, die jedoch schon 1805 verstarb, woraufhin er seinen Hof veräußerte, ins Passeiertal zog und dort am 22. Mai 1806 das „Gruebgut“ in Prantach erwarb. 1807 heiratete er in zweiter Ehe Maria Molt, mit der er sieben Kinder hatte.
Am 27. Jänner 1810 soll er den französischen Behörden unter dem Kommando des Generals Léonard Huard de Saint-Aubin für eine Belohnung von 1500 Gulden das Versteck des in Tirol als Freiheitskämpfer verehrten Andreas Hofer verraten haben, der mehrere Aufstände gegen Napoleons Truppen angeführt hatte. Raffl selbst wies in einer Vernehmung am 31. März 1810 in Meran jede Verantwortung für Hofers Festnahme von sich und gab einem „Kurber Peter“ die Schuld. Dieser wurde später als der Krämer Peter Ilmer identifiziert, der als Zivilkordonist beim Aufschlagamt in St. Martin in Passeier tätig war und zugleich von den Franzosen als Ortsaufseher eingesetzt worden war. In einem Schreiben an den bayerischen König aus dem Jahr 1811 brüstete sich Raffl freilich, „ausschließlich und ganz allein“ Hofer verraten zu haben. Allerdings wird spekuliert, Raffl habe es mit diesem Geständnis nur darauf angelegt, die bis dahin noch nicht ausgezahlte Belohnung zu erhalten. Augenzeugen aus dem Jahr 1809 hielten Raffls Verstrickung jedenfalls noch für eine unbewiesene „Sage“ und waren sich seiner Rolle nicht sicher. Ähnlich zweifelhaft war die Behauptung des Autors Andreas Dipauli von Treuheim, wonach Raffl sein Wissen zunächst dem Geistlichen Josef Daney mitgeteilt hatte und dieser die Franzosen über Hofers Verbleiben informierte, was Daney schon 1814 energisch bestritt. Gleichwohl hielt sich lange die Legende, der Analphabet Raffl sei nur das „Werkzeug“ des Pfarrers gewesen.
Aufgrund seiner mutmaßlichen Denunziation, in deren Folge Hofer verhaftet und hingerichtet wurde, nannte man Raffl später den „Judas von Tirol“. Er war keineswegs, wie später kolportiert, überschuldet, sondern geriet nach Hofers Festnahme in finanzielle Schwierigkeiten, weil seine Gläubiger ihre Kredite kündigten und sein eigener Vater als Bürge nicht länger zur Verfügung stehen wollte. Folglich musste Raffl Tirol verlassen und war von 1811 bis zu seiner Pensionierung 1820 dank eines königlichen Dekrets Hallknecht in München, wo er zeitweise „wie ein Schautier“ am dortigen Hof herumgeführt und dem König und Kronprinz vorgestellt worden sein soll. Laut dem Dekret war er gegen einen Jahreslohn von 250 Gulden als Hilfsarbeiter für die „Reinigung der Straße und der Mauthalle“ zuständig, bevor er als Waagknecht zu einem deutlich höheren Einkommen beschäftigt wurde und seine Familie zu sich holen konnte. Ein Arbeitszeugnis aus seiner Münchner Zeit widerspricht dem in Romanen, Legenden und der volkstümlichen Geschichtsschreibung häufig zitierten Vorurteil, wonach er ein „haltloser, arbeitsscheuer und verwahrloster“ Mensch gewesen sei: „Raffl diente in ausgezeichneter Treue mit sehr großem Fleiße und sehr lobenswürdigem Betragen seinem Amte, war verträglich und ruhig in seinem Betragen, besaß jedoch sehr beschränkte Geisteskräfte, so dass er sich trotz seines starken Körperbaues mit dem Schleppen der schweren Gewichte ca. 1820 einen Nabelbruch zuzog.“ Ab 1823 erhielt Raffl eine Pension, 1830 starb er in Reichertshofen bei Ingolstadt. Zwei Tage nach seinem Ableben wurde er begraben. Der Pfarrer von Reichertshofen notierte ins Sterbebuch einige Hinweise zur Bedeutung Raffls. 100 Jahre später soll der Grabstein noch an der Kirchenmauer gelehnt haben, die Grabstätte war damals schon aufgelöst.

## Rezeption
Raffl wurde in der Literatur des 19. Jahrhunderts zunehmend dämonisiert und zur klischeehaften Verräterfigur des Judas, wobei mangels konkreter Informationen über sein Leben viele Details ausgeschmückt wurden. So wird er im Nachhinein als rothaarig bezeichnet, obwohl es dafür keinerlei historische Quellen gibt. Er war auch nicht mit einer Schwester von Andreas Hofer verheiratet, wie gelegentlich behauptet wird, um seine Geschichte zu dramatisieren. Peter Rosegger brachte in seinem Geschichtenbuch des Wanderers (1885) die Fabel in Umlauf, Raffl sei „hinter einem Kirchhof“ im Passeiertal an einer Stelle begraben, wo auch nach Jahrzehnten kein Gras wachse. 1897 veröffentlichte Karl Schönherr das Drama Der Judas von Tirol, das 1933 unter der Regie von Franz Osten unter demselben Titel mit Fritz Rasp in der Hauptrolle erstmals verfilmt wurde. 1984 erschien mit Raffl von Christian Berger eine weitere Verfilmung. Für den BR drehte Werner Asam 2006 wieder unter dem Titel Der Judas von Tirol einen weiteren Film.
In Xaver Schwarzenbergers 2002 erschienenem Film Andreas Hofer – Die Freiheit des Adlers wird Franz Raffl hingegen als lange Zeit treuer Kampfgefährte Hofers gezeigt. Der Verrat geschieht hier aus purer Verzweiflung, nachdem französische Soldaten wegen Hofers Nichtkapitulation Raffls Hof anzünden und bis auf ein einziges Kind seine ganze Familie bei der Flucht erschießen. Am Ende wird Raffl von seinem Knecht Simon erschossen, als er aus Reue Hofers Frau die Hälfte des erhaltenen Kopfgeldes übergeben will.